# Kloster Tempzin (Gemeinde)

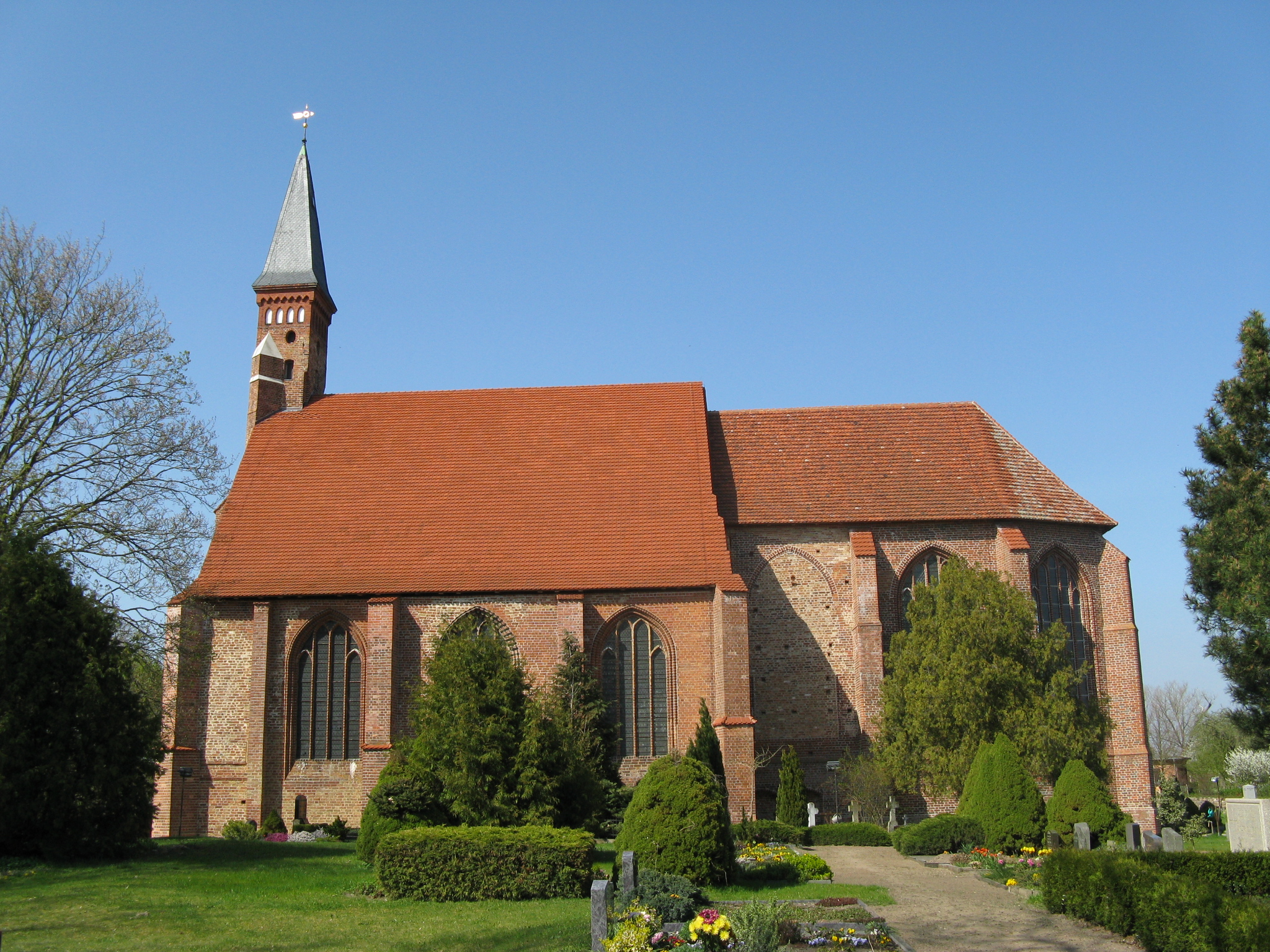
Klosterkirche Tempzin

Kloster Tempzin ist eine Gemeinde im Landkreis Ludwigslust-Parchim in Mecklenburg-Vorpommern, die zum 1. Januar 2016 aus den fusionierten Gemeinden Langen Jarchow und Zahrensdorf entstanden ist. Sie wird vom Amt Sternberger Seenlandschaft mit Sitz in der Stadt Sternberg verwaltet.
Benannt ist die Gemeinde nach dem ehemaligen Kloster Tempzin in Tempzin, einem Ortsteil von Zahrensdorf. Ihre Ortsteile sind Häven, Klein Jarchow, Langen Jarchow, Tempzin und Zahrensdorf.

## Geografie und Verkehr
Die Gemeinde liegt im Norden des Landkreises Ludwigslust-Parchim entlang des Mühlenbaches. Im Nordosten des Ortsgebietes liegt der Tempziner See und im Norden der Große Steedersee. Im Norden grenzt das Gemeindegebiet an den Neuhofer See und im Süden an den Keezer See. Auf halber Strecke zwischen Neuhofer See und Tempziner See liegt das Feuchtgebiet Werdermoor. Höchster Punkt ist eine namenlose Anhöhe im Süden mit 67,2 m ü. HN.
Durch den Norden des Ortsgebietes führt die Bahnstrecke Bad Kleinen–Rostock, es gibt aber keinen Haltepunkt. Über die östlich gelegene B 192 erreicht man über den Anschluss Zurow (Entfernung 15 km) die Ostseeautobahn A 20 (Lübeck–Stettin). Unweit westlich der Gemeinde verläuft die Bundesautobahn 14. Die nächstgrößeren Städte sind mit Brüel im Südosten und Warin im Nordosten nicht weit entfernt.

## Geschichte
Zum 1. Januar 2016 wurde die Gemeinde Langen Jarchow aufgelöst und bildete mit Zahrensdorf die neue Gemeinde Kloster Tempzin.

### Langen Jarchow
In der Nähe wurde ein Urnenfeld aus der älteren Eisenzeit entdeckt. Auch ein Gräberfeld spätrömischer Eisenzeit (die Spange von Häven) wurde ausgegraben. Erstmals erwähnt wird die Gemeinde als Lehen von Martin von Mallin. Im Jahre 1509 kommt die Gegend an das Kloster Tempzin. Seit 1794 und bis zum Zweiten Weltkrieg gehörte Langen Jarchow zum Großherzogtum Mecklenburg. Nach 1945 gehörte der Ort erst zum Land Mecklenburg und dann von 1952 bis 1990 zum Bezirk Schwerin.

### Zahrensdorf
Zahrendorf wurde im Jahr 1238 und das Kloster Tempzin erstmals 1222 urkundlich erwähnt. Bis zum Jahre 1316 gehörte es Heinrich, Fürst von Mecklenburg, dann dem Geschlecht derer von Plessen. Vom Jahr 1405 bis zur Säkularisation 1555 gehörte das Gebiet dem Kloster Tempzin. Seit 1794 bis zum Zweiten Weltkrieg gehörte Zahrensdorf zum Großherzogtum Mecklenburg. Nach 1945 gehörte es erst zum Land Mecklenburg und dann von 1952 bis 1990 zum Bezirk Schwerin.

## Politik

### Gemeindevertretung und Bürgermeister
Der Gemeinderat besteht (inkl. Bürgermeister) aus 8 Mitgliedern. Die Wahl zum Gemeinderat am 26. Mai 2019 hatte folgende Ergebnisse:
| Partei/Bewerber         | Prozent | Sitze |
| ----------------------- | ------- | ----- |
| Einzelbewerber Schlüter | 22,49   | 1     |
| Einzelbewerber Nuklies  | 18,53   | 1     |
| Einzelbewerber Teude    | 16,90   | 1     |
| Einzelbewerberin Goebel | 12,59   | 1     |
| Einzelbewerber Gierahn  | 11,19   | 1     |
| Einzelbewerber Saggau   | 8,51    | 1     |
| Einzelbewerber Seewald  | 6,88    | 1     |

Bürgermeister der Gemeinde ist Sieghard Dörge, er wurde mit 68,07 % der Stimmen gewählt.

### Dienstsiegel
Die Gemeinde verfügt über kein amtlich genehmigtes Hoheitszeichen, weder Wappen noch Flagge. Als Dienstsiegel wird das kleine Landessiegel mit dem Wappenbild des Landesteils Mecklenburg geführt. Es zeigt einen hersehenden Stierkopf mit abgerissenem Halsfell und Krone und der Umschrift „GEMEINDE KLOSTER TEMPZIN“.

## Sehenswürdigkeiten
→ Siehe auch Liste der Baudenkmale in Kloster Tempzin (Gemeinde)
- Das Kloster Tempzin wurde vom Antoniter-Orden 1222 gegründet. Das gotische, zweigeschossige Präzeptoreigebäude (Warmhaus) von 1496, das Pflegehaus (Scheunenruine) und die Friedhofsmauer mit Portal stehen unter Denkmalschutz.
- Spätgotische Klosterkirche in Tempzin aus dem 16. Jahrhundert mit dreischiffigem Langhaus und einem einschiffigen langgestreckten, Chor mit polygonalen 5/8-Schluss.
- Hallenhaus in Zahrensdorf, Hauptstraße 3
- Naturlandschaft Bibower Wiesen am Neuhofer See